# Ioan Grigorescu
Ioan Grigorescu (n. 20 octombrie 1930, Ploiești – d. 26 martie 2011, Ploiești) a fost un prozator și publicist român, partea cea mai semnificativă a operei sale constituind-o volumele de publicistică și reportaje. A fost realizatorul (imagine și text) al uneia dintre cele mai longevive emisiuni de televiziune „Spectacolul lumii”; a scris scenarii și comentarii de film documentar și de ficțiune.

## Biografie
Ioan Grigorescu s-a născut la data de 20 octombrie 1930, în orașul Ploiești, într-o familie cu trei copii. Tatăl său lucra ca maistru distilator la Rafinăria Vega din Ploiești, "din cei care spuneau cifra octanică a benzinei, ca degustătorii de vin, umezindu-și un deget cu benzină și punându-l pe limbă, să vadă cum se volatilizează zicea: "E gata! Are 94 sau 98". Era văr prin alianță cu scriitorul Nichita Stănescu. La vârsta de 6 ani a învățat să citească. A absolvit Institutul de Literatură "Maxim Gorki" de la Moscova. A fost membru UTC.
A fost corespondent de presă în Polonia între anii 1956-1958, timp în care a învățat limba poloneză și i s-a născut un fiu la Varșovia. Este trimis apoi ca bursier UNESCO la Institutul Superior de Jurnalistică din Strasbourg (1959).
Ioan Grigorescu a fost unul dintre cei mai cunoscuți corespondenți de presă. A publicat 15 volume de proză și reportaje de călătorie – între care “Zigzag pe Mapamond”, ”Paradisul murdar”, “Dilema americană”, “Al 5-lea punct cardinal”. De asemenea, a scris 20 de scenarii pentru filme artistice de lung-metraj.
El este cunoscut în special ca autor al serialului TV “Spectacolul lumii”, cu peste 400 de episoade, filmate în peste 50 de țări. După Revoluție a filmat 37 episoade în perioada 1993-1994 și 222 de episoade în perioada 1999-2005. De asemenea, a fost și scenarist-comentator al serialului “România optimistă” (2005-2007). Pentru activitatea sa în calitate de realizator de filme documentare, a fost distins cu "Premiul Academiei Române pentru Arta Spectacolului” (2000), cu “Premiul special” și “Trofeul Breslei” – acordat de Uniunea Cineaștilor.
A avut titlul de Luptător al Revoluției din 1989. A îndeplinit în perioada 15 martie 1993  - 15 octombrie 1998  funcția de ambasador extraordinar și plenipotențiar al României în Republica Polonă. După 1990 pus bazele Alianței pentru Pace din România.

## Citate
- Despre misiunea sa în viață

„Am ales să merg pe calea cunoașterii și a apropierii. Asta mi-a dat mai mari satisfacții, pentru că nu am făcut niciodată drumuri pentru a căuta in pubelele țării pe care le-am văzut, ci din contră, să duc acolo ce avem noi mai bun și să luăm de la ei ce au mai bun. (...) Sacrificiile mele au fost deseori o renunțare. Nu m-am plâns niciodată de cantitatea de muncă pe care a trebuit să o fac. Sacrificiile mele sunt nesemnificative, dar sunt enorme pentru mine, pentru că mă simt prea îndatorat și mă intreb când au trecut 77 de ani. Cifra asta mă miră, mă uluiește și mă întreb ce mai pot face de acum incolo. Nu sunt obsedat de perenitatea numelui. Sunt foarte bucuros că stau pe Strada Nicolae Grigorescu în satul Izvorani și asta am tradus-o prin Izvorul Anilor. Aștept valul care să vină peste mine, dar nu paralizat de frică. Până în ultima clipă voi fi cu ochii pe aparatul de filmat și cu ceva de scris în mână. Am un jurnal care durează de 50 de ani, e adevărat, cam sporadic. Nu știu ce se va întâmpla cu el... e foarte interesant că multe file din el sunt coli de hârtie din tot felul de colțuri ale lumii .”—Ioan Grigorescu
- Despre regrete

„Regretul cel mai mare nu este că nu voi mai fi, căci asta se întâmplă tuturor... Mi-ar fi plăcut să am, poate, o viață mai sedentară, dar eu nu pot fi un călător imobil ...”—Ioan Grigorescu

## Cărți publicate
- Scrisoare din Moscova (Ed. Cartea Rusă, 1954)
- Învinsul Terek: note de drum dintr-o călătorie în Transcaucazia (Ed. Cartea Rusă, 1956)
- Cinema Madagascar (Ed. Tineretului, 1957)
- Pasărea Fenix - Doi ani în Polonia Populară (Ed. Tineretului, 1961)
- Unde vîntul miroase a petrol (Ed. Tineretului, 1961)
- Cocteil-Babilon (Ed. Tineretului, 1963)
- Zigzag pe mapamond (colecția „În jurul lumii”, Ed. Tineretului, 1964)
- Ploiești – mic îndreptar turistic (Ed. Meridiane, 1964)
- Obsesia (Ed. Tineretului, 1965)
- Lupta cu somnul (Ed. Tineretului, 1968)
- Cealaltă moarte (Ed. Albatros, 1970)
- Fenix inflamabil (Ed. Eminescu, 1970)
- De 9 ori despre tinerețe (Ed. Albatros, 1972) - coautori: Nicolae Țic, Petre Sălcudeanu, Ioan Grigorescu, Miron Constantinescu
- Spectacolul lumii (vol. I) (Ed. Cartea Românească, 1973)
- Afirm! (Ed. Albatros, 1974)
- Paradisul murdar (Ed. Cartea Românească, 1974)
- Dilema americană - spectacolul lumii (vol. II) (Ed. Cartea Românească, 1981)
- Al cincilea punct cardinal - spectacolul lumii (vol. III) (Ed. Cartea Românească, 1983)
- Marcel Chirnoagă (Ed. Meridiane, 1983)
- Marile canioane (Ed. Labirint, 1991)
- Spectacolul lumii. Ucideți petrolul! : operațiunea Tidal Wave (volumul IV) (Ed. Expres, 1994)
- Bine ați venit în infern!... (Ed. Nemira, 1995)
- Spectacolul lumii: arta de a călători (5 vol.) (Ed. Neverland, 2011)
  - Franța - Calea neuitării
  - Anglia - Ce vede „ochiul Londrei?”
  - Italia-Spania - Revelația ireparabilei pierderi
  - America - Grijile „bunului hegemon”
  - China-Japonia - Umbra care și-a pierdut omul
- Jurnal nediplomatic (1998-2001) (Ed. Corint, 2019)

### Traduceri ale cărților sale în alte limbi
- Látomás (Obsesia), traducere în limba maghiară de Éva Lendvay, Ifjúsági Könyvkiadó, București, 1961.[7]

## Filmografie

### Scenarist
- Străzile au amintiri (1962) - în colaborare cu Dimos Rendis
- Cartierul veseliei (1965) - în colaborare cu Manole Marcus
- Subteranul (1967)
- Canarul și viscolul (1970)
- Felix și Otilia (1972)
- Explozia (1972)
- Mastodontul (1975)
- Cuibul salamandrelor (1977)
- Spiritul neînfrângerii (1977) - film documentar
- Acțiunea „Autobuzul” (1978)
- Brațele Afroditei (1979)
- Un echipaj pentru Singapore (1982) - în colaborare cu Nicu Stan
- Ringul (1984)
- Vreau să știu de ce am aripi (1984)
- Fapt divers (1985)
- Trenul de aur (1986)
- Marea sfidare (1990)
- Începutul adevărului (Oglinda) (1994) - în colaborare cu Sergiu Nicolaescu
- Spectacolul lumii (serial TV, 1994)
- Craii de Curtea Veche (1996) - în colaborare cu Mircea Veroiu

### Actor
- Spiritul neînfrângerii (1977) - film documentar
- Sania albastră (1987)
- Spectacolul lumii (serial TV, 1994)

### Regizor
- Spectacolul lumii (serial TV, 1994)

### Operator imagine
- Spectacolul lumii (serial TV, 1994)

## Distincții
- Ordinul național „Serviciul Credincios” în grad de Ofițer (1 decembrie 2000) „pentru realizări artistice remarcabile și pentru promovarea culturii, de Ziua Națională a României”[8]